# Теодор Мопсуестијски
Теодор Мопсуестијски (познати и као Теодор Антиохијски; око 350 - 428) је био епископ Мопсуестије (у данашњој Турској) и један је од најзначајних представника антиохијске богословске школе.

## Живот
Рођен је око 350. године у Антиохији. Био је добар пријатељ Јована Златоустог. Са заједничким пријатељем Максимом, сва тројица су похађали предавања на грчком код учитеља реторике Либанијуса. Касније је стекао и филозофско образовање. Када се Јован Златоусти обратио монашком животу, он је собом повукао и Максима и Теодора и сва три пријатеља су се заједно повукла у манастирску школу код Диодора. Док је упражњавао подвижништво и самодисциплину, размишљајући о заветовању на целибат, Теодор је срео девојку Хермину, којом је био очаран. Тада је почео да размишља о браку, напустивши манастирски живот, а овај његов пад је изазвао запрепашћеност у његовој околини.
Теодор се каснијих година појављује као писац, издајући коментаре псалми. Око 383. године је постао свештеник, тачније епископ у антиохијском граду Мопсуетији. 394. иде на сабор у Константинопољу, где држи беседу пред царем Теодосијем I, који изјављује да никада није срео таквог учитеља. Царев наследник Теодосије II такође гаји велико поштовање према њему и често му пише. Теодор се бори против аријанства, аполинаријства и других учења која су се противила званичном учењу цркве. Сматран је „гласником истине и доктором цркве“. 
418. године неке пелагијанске старешине протеране са запада су пронашле уточиште у антиохијској школи где бораве до 422, што утиче на Теодора да напише књигу „Против бранитеља Исконског греха“. Несторије је на свом путу у Константинопољ 428. године свратио по савет код свог старог учитеља Теодора.
Крајем 428. Теодор Мопсуестијски умире у 78. години живота. Постхумно је осуђен као јеретик на Петом васељенском Сабору у Цариграду 553.

## Учење
За свога живота, Теодор никада није званично оптужен за кривоверје, иако је имао додира са неким учењима која су касније проглашена за јеретичка. 
Он је подржавао Несторијев назив Христородица уместо назива Богородица, али када је видео бурне реакције јавности, добровољно се повукао да би избегао скандал. Ово никако није било усамљено мишљење, јер су у то време антиохијски богослови су у домену христологије углавном нагињали одвајању човечанске од божанске природе, што је охрабрило Несторијанство. Њихово учење је тврдило да Исус Христ није Бог већ човек у кога се уселио божански Логос и обитава у њему на начин на који и у светитељима. 
Теодорово учење о том питању је изложено у делу „Три поглавља“, које није сачувано, а против којег цар Јустинијан усмерава теолошке нападе у својем „Исповедању вере“.

## Посмртне оптужбе
Најраније оптужбе вероватно потичу од Марија Меркатора 431. који терети Теодора да је стварни оснивач пелагијанства, а убрзо га исти аутор још жешће оптужује да је претеча несторијанства.
Многима је било несхватљиво да је Црква осудила Несторија, а није и његовог учитеља Теодора, па је цар Јустинијан (владао од 527 – 565) у циљу враћања монофизита под окриље Цркве издао „Исповедање вере“ које носи поднаслов „Против три поглавља“, у којем осуђује Теодора Мопсуестијског. Ту се, између осталог каже: „Ако дакле неко брани Теодора, који је тако клеветао, и не проклиње њега и његове списе и оне који слично њему мисле и мислили су, нека је проклет.“
Непријатељство је кулминирало на Петом васељенском сабору који, под утицајем цара Јустинијана I, баца проклетство на Теодора. Афричка делегација одбацује одлуку која им изгледа да пориче не само ауторитет претходних сабора у Ефесу и Халкедону, већ скрнави и светост мртвих. Епископ Понтије одговора цару да он од њих тражи да осуде човека о чијим списима не знају ништа. Јустинијан каже: „Ако неки говоре да Теодора не треба анатемисати после смрти, нека знају они који оправдавају таквог јеретика да се сваки јеретик који је до краја остао у својој заблуди веома праведно подвргава трајној анатеми и после смрти.“
Да би представили „јеретика“ Теодора у што лошијем светлу, његови противници такође покушавају да порекну да је писмо Јована Златоустог, у којем му пише о њиховој љубави и пријатељству сачуваним од најранијих година, намењено њему.

## Списи
Факундије говори о Теодоровим „небројеним књигама“. Сиријски каталог Теодорових књига из 1318. године садржи наслове 41 тома. Само је једно дело цело сачувано, његови коментари старозаветних пророка. Срећним случајем у 19. веку су откривени коментари посланица Галаћанима и још неки одломци.